# Fuck Tomorrow 2
Fuck Tomorrow 2 è un singolo del producer italiano The Night Skinny in collaborazione col rapper italiano Rkomi e il cantante Karakaz, pubblicato il 7 novembre 2024 come secondo estratto dall'album Containers dalle etichette Island Records e Universal Music.

## Descrizione
Uscito 7 anni di distanza da Fuck Tomorrow, segna il ritorno di Rkomi nel genere rap.

## Tracce
Testi di Mirko Manuele Martorana, Michele Corvino, musiche di Luca Pace.
1. Fuck Tomorrow 2 (feat. Rkomi, Karakaz) – 2:42